# Eine, die sich traut
Eine, die sich traut (hebräisch לעבור את הקיר) ist eine israelische Liebeskomödie von Rama Burshtein aus dem Jahr 2016. Der Film beschreibt den Versuch einer charedischen Jüdin, für ihre geplante Heirat einen geeigneten Gatten zu finden. Der Film lief in der Sektion Orizzonti bei den Internationalen Filmfestspielen von Venedig.

## Handlung
Michal ist eine 32-jährige ledige orthodoxe Jüdin aus einem unreligiösen Elternhaus. Seit über zehn Jahren versucht sie mit zunehmender Verzweiflung, einen Mann zu finden. Sie sucht eine Heiratsvermittlerin auf, die ihr voraussagt, ihre Wünsche würden sich in naher Zukunft verwirklichen. Der Sohn der Vermittlerin, Shimi, führt eine Hochzeitshalle und die Vermittlerin verspricht Michal einen Rabatt, falls sie bei ihrem Sohn heiratet. Michal verlobt sich wenig später und geht mit ihrem Verlobten zum Vorkosten des Hochzeitsmenüs zu Shimi. Dabei gesteht ihr ihr Verlobter, sie nicht zu lieben. Michal beendet daraufhin die Verlobung, hält aber die Reservierung der Hochzeitshalle aufrecht und bezahlt die fällige Anzahlung. Sie glaubt, Gott werde ihr rechtzeitig den geeigneten Mann zuführen. Über zwei Heiratsvermittler kommt es zu einer Serie von ersten Begegnungen mit potentiellen Kandidaten, die aber alle zu nichts führen. Zunehmend verzweifelt beschließt Michal kurzerhand, zum Grab von Rabbi Nachman in die Ukraine zu pilgern. Dort trifft sie auf Yos, einen bekannten israelischen Popsänger, der sich im Rahmen einer Konzerttournee eher zufällig dort befindet. Sie erzählt ihm von ihrer in ein paar Tagen stattfindenden Hochzeit ohne feststehenden Gatten und lädt ihn zur Hochzeit ein. Zurück in Jerusalem sucht der nicht-religiöse Yos sie auf und verspricht ihr die Ehe. Michal schlägt das Angebot jedoch aus, da sie es nicht für aufrichtig hält.

## Auszeichnungen
Die Hauptdarstellerin Noa Koler gewann 2016 sowohl den Michael-Shvili-Preis als Beste Schauspielerin beim Internationalen Filmfestival in Haifa, als auch den israelischen Filmpreis Ophir als Beste Hauptdarstellerin.

## Rezeption
Susanne Ostwald schreibt in der Neuen Zürcher Zeitung von einem Drehbuch mit unaufdringlicher Intellektualität und Zeitmässigkeit. Es sei bemerkenswert, dass ausgerechnet Burshtein, die sich dem latenten Vorwurf des religiösen Konservativismus ausgesetzt sehe, eine Heldin geschaffen habe, welche die Traditionen nicht nur ihres Glaubens herausfordere und letztlich emanzipierter sei als so manche Hollywoodfigur, die nichts anderes als ein Happy End mit Hochzeit im Sinn habe. Die tolle Hauptdarstellerin verleihe ihrer Figur mit agilem Mienenspiel enorme Tiefe.
Für Ben Kenigsberg in der New York Times ist der Film sorgfältig vielschichtig. Er gelinge ihm, auf Traditionen Rücksicht zu nehmen und trotzdem modern und sogar progressiv zu wirken. Der Film erscheine gewöhnlich, sei aber in Wirklichkeit etwas Besonderes.